# El Terradillo
El Terradillo es una urbanización creada antes de 1999 perteneciente al municipio de San Cristóbal de Segovia, en la provincia de Segovia, comunidad autónoma de Castilla y León, España. En 2022 contaba con 29 habitantes.

## Geografía

### Ubicación

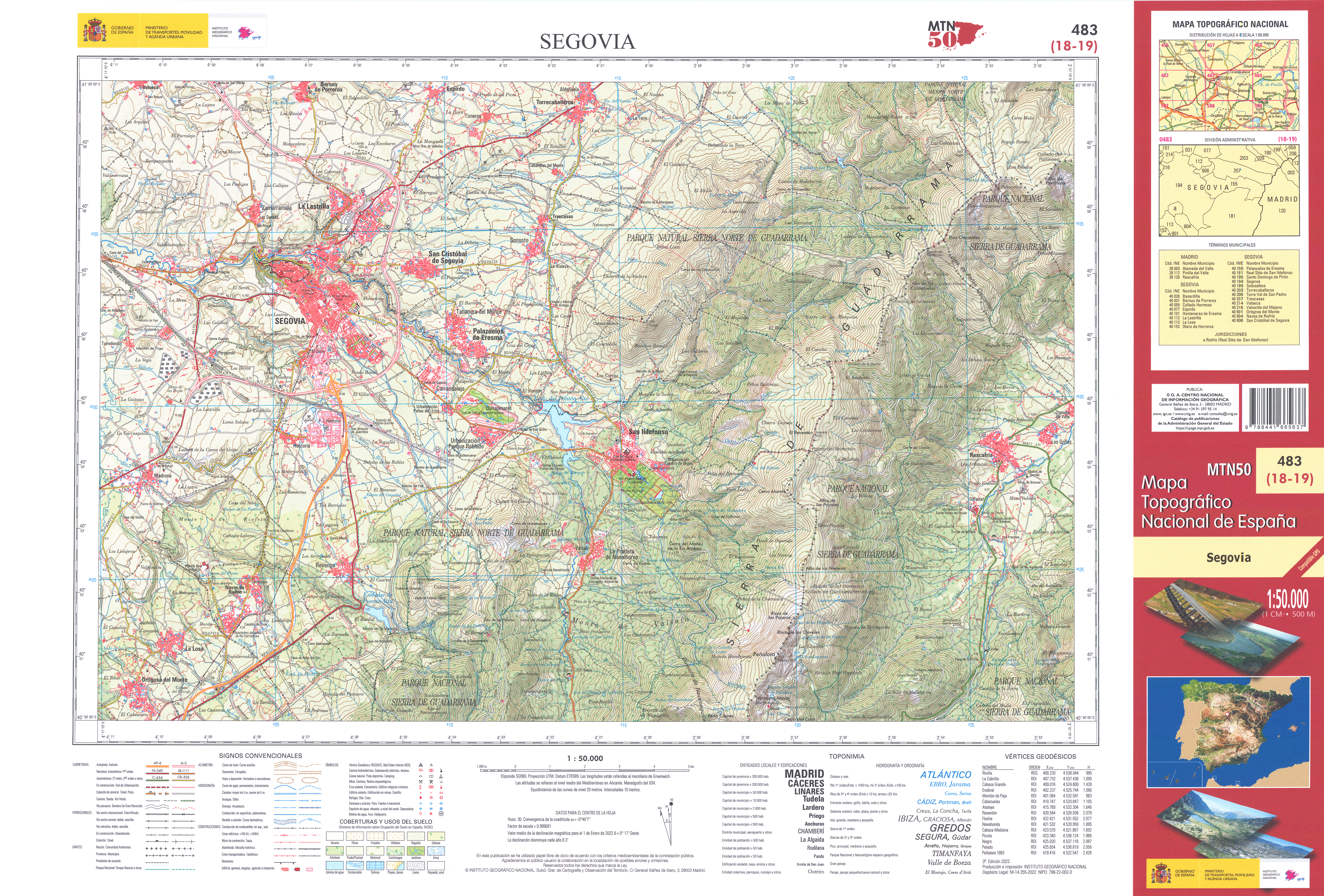
Fragmento de la hoja 483 del Mapa Topográfico Nacional de España de 2022 en el que se representa la localidad de El Terradillo

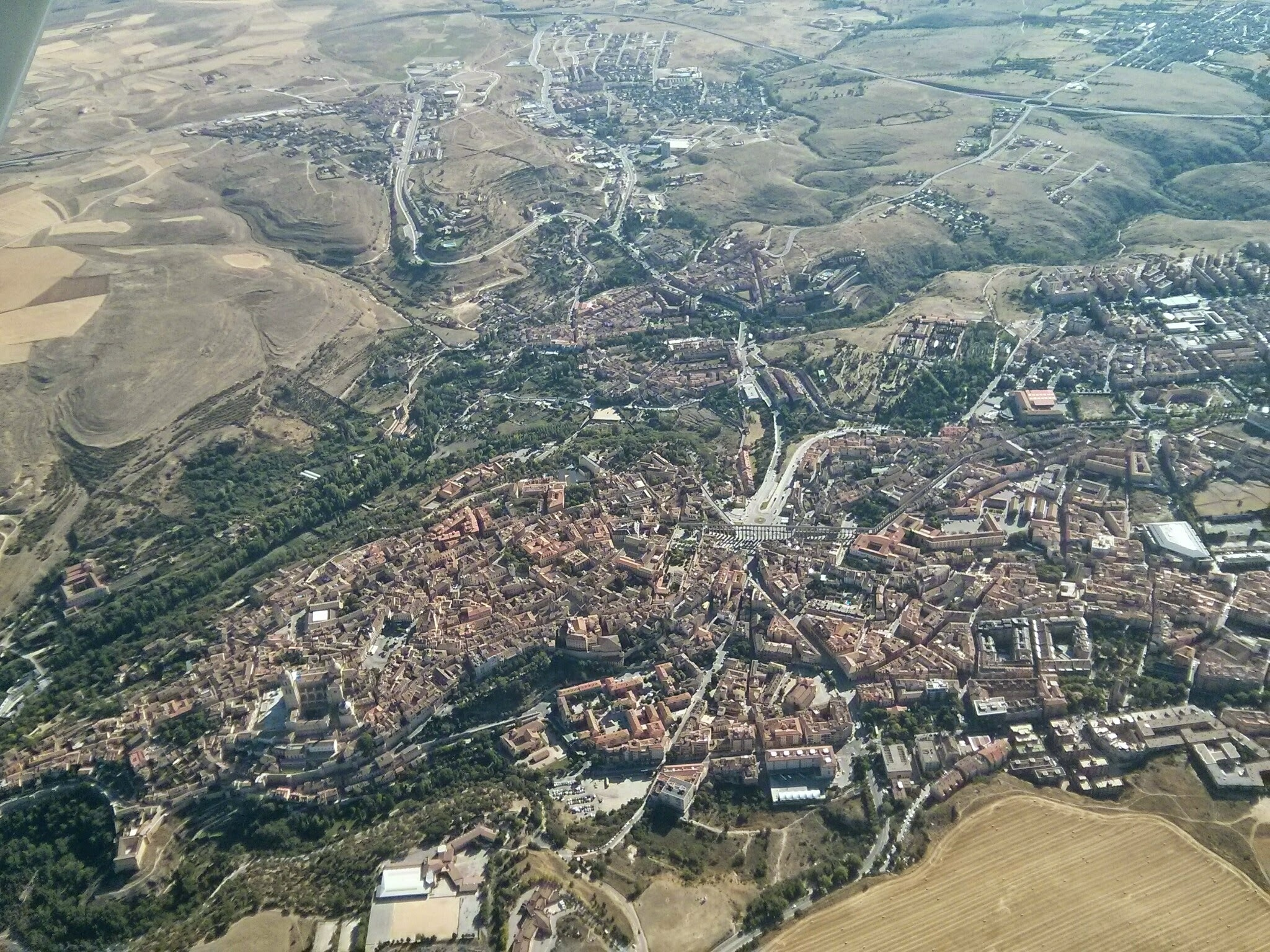
Vista aérea de Segovia con El Terradillo en la esquina superior derecha

Ubicada su zona urbanizada junto al río Eresma limita al sur y oeste con Segovia, al este con San Cristóbal de Segovia y al norte con La Lastrilla.
| Noroeste: Segovia, La Lastrilla | Norte: Segovia, La Lastrilla | Noreste: La Lastrilla                           |
| Oeste: Segovia                  |                              | Este: Montecorredores, San Cristóbal de Segovia |
| Suroeste: Segovia               | Sur: Segovia                 | Sureste: San Cristóbal de Segovia               |

Actualmente es junto a Montecorredores y el casco original de San Cristóbal de Segovia uno de los tres núcleos de población que conforman el municipio.

## Demografía
Evolución de la población
| Gráfica de evolución demográfica de Terradillo entre 2010 y 2021                                                            |
| |
| Población residente (2000-2020) según los censos de población del INE. Población según el padrón municipal de 2021 del INE. |